# 别洛戈尔斯克区 (阿穆尔州)
别洛戈尔斯克区（俄语：Белогорский район）是俄罗斯联邦阿穆尔州下辖的一个区，其行政中心为别洛戈尔斯克。据2016年统计，该区的人口为18097人。